# 高山一夫 (ボクサー)
高山 一夫（たかやま かずお、1936年11月11日 - 2013年9月29日）は、日本の元プロボクサーである。兵庫県神戸市出身。元日本フェザー級王者。現役時代は帝拳所属。

## 人物
小坂照男、渡辺亮、金田森男、福地健治らと帝拳黄金時代を築いた代表的存在で、中量級で世界王座に挑んだ最初の日本人選手であった。
左右のフックを得意とし、特にクラウチングスタイルからの右フックが強烈なハードパンチャーで、被弾を恐れて軽く当たった場面で自らダウンした対戦者もあったほどで、その剛腕が災いして倍額のファイトマネーで呼びかけても応じる挑戦者が現れず、防衛戦決定には困難を伴った。
OBF東洋同級王座には同門の小林久雄が在位した時期（1958年3月30日 - 1961年2月1日）が重なったこともあり、挑戦の機会を得られなかった。

## 来歴
1954年12月21日、八木信吉とのプロデビュー戦には判定負けを喫した。
1958年6月17日、大川寛が持つ日本フェザー級王座を判定勝利により獲得。
1960年8月29日、後楽園球場にてデビー・ムーアが持つ世界同級王座に挑戦。初回には高山の右強打で王者がリングから転落しかけたところをレフェリーが飛びついて助けるという場面があり、前評判を覆す善戦で判定決着に持ち込んだが、挑戦失敗に終わった。
1961年8月21日、富山市総合体育館で行われた加藤光広との7度目の防衛戦では試合当日になってもウェイトが下がらず、押し入れに身を潜めて汗を出すうちに行方不明騒動となり、判定勝利で防衛は果たしたものの高山には不本意な試合となった。ウェイトのために本来の実力を発揮できない試合も少なくなかった。
1961年11月13日、世界同級王者のムーアに再挑戦し、13Rにダウンを奪われて敗退した。
1963年3月13日、OBF東洋ジュニアライト級王座を獲得した勝又行雄と4度目の対戦をノンタイトルで行い、試合をリードして進めながら6Rに逆転KO負けを喫した。
1963年7月4日、ジュニアライト級転向のため、6年間で8度防衛した王座を防衛戦不敗のまま返上した。その後3試合を戦い、同年9月30日、ラリー・フェルナンドに敗れた試合を最後に現役引退した。
2013年9月29日、兵庫県内の病院にて他界。76歳没。

## 戦績
プロボクシング：85戦60勝 (24KO) 16敗9分7EX
※資料によっては25KO。
| 戦           | 日付           | 勝敗 | 時間 | 内容 | 対戦相手            | 国籍           | 備考                         |
| ------------ | -------------- | ---- | ---- | ---- | ------------------- | -------------- | ---------------------------- |
| 36           | 1958年6月17日  | 勝利 | 10R  | 判定 | 大川寛 （極東）     | 日本           | 日本フェザー級タイトルマッチ |
| 38           | 1958年10月7日  | 勝利 | 10R  | 判定 | 勝又行雄 （串田）   | 日本           | 日本王座防衛1                |
| 42           | 1959年3月20日  | 勝利 | 5R   | TKO  | 鬼崎勝三 （常滑）   | 日本           | 日本王座防衛2                |
| 45           | 1959年5月28日  | 勝利 | 10R  | 判定 | 三浦清 （新和）     | 日本           | 日本王座防衛3                |
| 50           | 1959年11月23日 | 勝利 | 5R   | KO   | 大滝三郎 （オール） | 日本           | 日本王座防衛4                |
| 53           | 1960年3月11日  | 勝利 | 10R  | 判定 | 渡辺治 （興伸）     | 日本           | 日本王座防衛5                |
| 58           | 1960年8月29日  | 敗北 | 15R  | 判定 | デビー・ムーア      | アメリカ合衆国 | 世界フェザー級タイトルマッチ |
| 59           | 1960年11月14日 | 勝利 | 8R   | KO   | 中村勝三 （笹崎）   | 日本           | 日本王座防衛6                |
| 66           | 1961年8月21日  | 勝利 | 10R  | 判定 | 加藤光広 （野口）   | 日本           | 日本王座防衛7                |
| 68           | 1961年11月13日 | 敗北 | 15R  | 判定 | デビー・ムーア      | アメリカ合衆国 | 世界フェザー級タイトルマッチ |
| 74           | 1962年8月27日  | 勝利 | 3R   | KO   | 小口章 （青木）     | 日本           | 日本王座防衛8                |
| 79           | 1963年3月13日  | 敗北 | 6R   | KO   | 勝又行雄 （串田）   | 日本           |                              |
| テンプレート |                |      |      |      |                     |                |                              |

## 獲得タイトル
- 第10代日本フェザー級王座（防衛8度）

受賞歴
- プロ・アマチュア年間表彰
  - 1960年度プロ部門最優秀選手賞・年間最高試合賞（世界フェザー級タイトルマッチ）
  - 1961年度プロ部門KO賞・年間最高試合賞（世界フェザー級タイトルマッチ）